# Джон Генрі Константайн Вайтгед
Джон Генрі Константайн Вайтгед (англ. John Henry Constantine Whitehead; 11 листопада 1904, Мадрас — 8 травня 1960, Прінстон) — англійський математик, один з основних розробників теорії гомотопій.

## Біографія
Народився в сім'ї англіканського єпископа Мадраса Генрі Вайтгеда, брата відомого філософа й логіка Альфреда Норта Вайтгеда. Навчався в Оксфорді: спочатку в Ітонському коледжі, потім в Белліонському коледжі Оксфордського університету. Після року роботи біржовим брокером він почав працювати в американському Прінстонському університеті над дисертацією «Подання проективних просторів» під керівництвом Освальда Веблена, яку захистив у 1930 році. Іншим його вчителем був Соломон Лефшец. З 1933 року — викладач Белліонського коледжу, у 1947—1960 роках — професор Коледжу Магдалини Оксфордського університету. Президент Лондонського математичного товариства з 1953 до 1955 року.

## Особисті риси
Під час Другої світової війни гоніння за євреями, зокрема кроки проти єврейських математиків, дуже засмучували Вайтгеда, і він активно допомагав багатьом втекти в безпечне місце. Зокрема, він допоміг Ейленбергу і Дену, а Шредінгер приїхав жити до нього в будинок після втечі з Австрії. 
Вайтгед успадкував ферму від батьків. Ферма управлялася головним чином дружиною Вайтгеда, але він виявляв велику цікавість до ферми, де пара жила до смерті Вайтгеда. У травні 1960 року, без будь-яких попереджувальних симптомів або хвороб, він помер від серцевого нападу в Прінстоні. Ватгед отримав кілька почестей за видатні математичні досягнення, але він помер у віці 55 років, на висоті своїх повноважень, не доживши до отримання нагород, які зазвичай приходять пізніше в житті. Макс Ньюман, який був другом Генрі Вайтгед з 1929 року до кінця свого життя, писав:
Невимушеної привабливості, його приголомшливого піднесеного настрою та дружніх манер не вистачило б для того, щоб висловити неминущу любов до друзів-математиків по всьому світу, з людьми він розмовляв із глибоким задоволенням і терпимістю до будь-яких видів людської поведінки. У нього була неприязнь до формальності, яка не рідкість серед людей науки і навчання, але це була зручна неформальність, яка дозволяла йому пом'якшувати розмову з молодими й боязкими.

## Наукові дослідження
Основні роботи Вайтгеда лежать в області алгебраїчної топології, насамперед, в області теорії гомотопій. Основний результат — теорія клітинного розбиття, завдяки якій обчислення гомологічних груп стало значно простішим, ніж при використанні  симплициальных гомологий, а обчислення гомотопічних груп, раніше колишнє майже нерозв'язним завданням, стало в багатьох випадках можливим. Його визначення кручення, пов'язаного з гомотопічною еквівалентністю кінцевого клітинного розбиття, вплинуло на формування алгебраїчної K-теорії (функтор K1(R)). Представляють також важливість роботи з диференціальної топології зв'язку тріангуляції й асоційованої гладкою структури. Під час війни Вайтгед працював в області дослідження операцій для підводного флоту. Велике практичне значення мала його робота в області криптографії з розшифровки німецьких шифрів.